# Alexander Andrejewitsch Schustow
Alexander Andrejewitsch Schustow (russisch Александр Андреевич Шустов, englische Transkription Aleksandr Shustov; * 29. Juni 1984 in Qaraghandy, Kasachische SSR, Sowjetunion) ist ein ehemaliger russischer Hochspringer.
2007 gewann er Gold bei der Universiade in Bangkok, 2009 wurde er Vierter bei den Leichtathletik-Halleneuropameisterschaften in Turin.
Sein größter Erfolg war der Gewinn der Goldmedaille bei den Leichtathletik-Europameisterschaften 2010 in Barcelona, bei denen er seinen persönlichen Rekord von 2,33 m einstellte.
Bei den Halleneuropameisterschaften 2011 in Paris holte er durch Steigerung seiner persönlichen Bestleistung auf 2,34 m Bronze.
2011 wurde Schustow Russischer Vizemeister mit persönlicher Bestleistung von 2,36 m.
Als Sportsoldat wurde Alexander Schustow von Jewgeni Sagorulko trainiert.
Wegen Dopings wurde Schustow 2020 für vier Jahre gesperrt. Außerdem wurden alle Ergebnisse zwischen dem 8. Juli 2013 und dem 7. Juli 2017 annulliert.